# Фрей, Роже
Роже Фрей — французский политик, министр внутренних дел, председатель Конституционного совета, один из «баронов голлизма». Родился 11 июня 1913 в г. Нумеа (Новая Каледония), умер 13 сентября 1997 года в предместье Нёйи-сюр-Сен департамента О-де-Сен.

## Биография
Сын Франсуа Фрея, генерального инспектора Общества никеля. Роже Фрей посещал лицей Станислас. В 1936-39 годах управлял семейным бизнесом в области никеля в новой Каледонии. В 1940 году присоединился к «Сражающейся Франции» и воевал в рядах Тихоокеанского батальона первой французской дивизии. Он был офицером связи при генерале Макартуре, участвовал солдатом в кампаниях в Германии и в Австрии, затем участвовал в миссиях в Китае при Мао Цзэдуне и Чжоу Эньлае.
В 1947 году он присоединился к партии RPF (Объединение французского народа), состоял в оргкомитете движения, а в 1951 был казначеем. В 1952 году участвовал в собрании Французского союза. В 1955 году был генеральным секретарём партии Национальный центр социалистической республики. Фрей был близким коллегой Жака Сустеля. Он проявил активность в ходе майского кризиса 1958 года, послужившего предтечей возвращения де Голля к власти. Фрей вошёл в состав консультационного совета по конституции.
С 1958 по 1959 годы Фрей был генеральным секретарём партии UNR (Союз за новую республику), работал в кабинете Жака Сустеля, потом занимал посты министра информации (с 8 января 1959 по 5 февраля 1960 года), министра-делегата в кабинете премьер-министра Мишеля Дебре (до 6 мая 1961 года), министра внутренних дел (май 1961 — 1 апреля 1967 года в кабинетах Мишеля Дебре и Жоржа Помпиду). На своём посту Фрей боролся с ОАС после окончания войны в Алжире; курировал контртеррор MPC.
Фрей жестоко подавил выступления алжирцев в Париже 17 октября 1961 года: десятки демонстрантов были убиты полицейскими и сброшены в Сену. Левые выступили с критикой его действий во время демонстрации перед станцией метро Шарон в 1962 (которая также закончилась побоищем и гибелью людей).
В 1965 году был похищен и убит марокканский политик Мехди бен Барка.
В правительстве Помпиду Фрей с 6 апреля 1967 по 31 мая 1968 года занимал пост министра по отношениям с парламентом, на этом посту он остался и в правительстве Мориса Кув де Мюрвиля с 10 июля 1968 по 20 июня 1969 года и в правительстве Жака Шабана-Дельмаса с 20 июня 1969 года. После этого с 7 января 1971 по 5 июля 1972 года он занимал пост министра административных реформ.
Фрей был депутатом от Парижа с 1962 года по 1 марта 1973 года, но особенной активности в парламенте не проявил. В течение года он занимал пост председателя группы партии UDR (Союз демократов в поддержку республики) в Национальном собрании Франции.
С 23 февраля 1974 по 21 февраля 1983 года Фрей занимал пост председателя конституционного совета, при президенте Жискаре д’Эстене его полномочия были расширены. Во время президентства Эстена совет определял соответствие конституции национализации, предложенной левыми.
Роже Фрей считается одним из выдающихся деятелей голлизма. Хотя Фрей входил в кабинет вместе с Андре Мальро, защитником абстрактного искусства, он сохранял независимую точку зрения в вопросах искусства и поддерживал таких художников как Морис Буатель.

## Цитаты
Выступление министра внутренних дел Фрея с трибуны национальной ассамблеи 7 мая 1966 года:
Я торжественно подтверждаю, [говорю] раз и навсегда, что во Франции не существует «параллельной полиции» и пора прекратить эту отвратную клевету, эти бесчестные сплетни, эти истории о «бородачах».
Оригинальный текст (фр.)
Roger Frey, ministre de l'Intérieur, à la tribune de l'Assemblée nationale le 7 mai 1966: 
«J'affirme solennellement, une fois pour toutes, qu'il n'y a pas en France de police parallèle et qu'il faut que cessent ces calomnies odieuses, ces racontars déshonorants, ces histoires de barbouzes... »

## Награды
- великий офицер ордена Почётного легиона[5]